# New Boyz
New Boyz est un groupe de hip-hop et de jerk urbain américain, originaire d'Hesperia, en Californie. Il se compose des rappeurs Earl « Ben J » Benjamin (né le 13 octobre 1991) et de Dominic « Legacy » Thomas (né le 12 octobre 1991). Ils débutent en 2009 avec leur hit viral intitulé You're a Jerk, issu de leur premier album Skinny Jeanz and a Mic, publié en septembre 2009. La chanson atteint le top 30 du Billboard Hot 100, et devient la première chanson jerk à se populariser à l'échelle nationale.

## Biographie
Benjamin et Thomas se rencontrent au lycée d'Hesperia, et deviennent amis en raison de leur intérêt commun pour la musique. Thomas avait commencé à rapper à l'âge de huit ans en regardant un clip de Bow Wow. Benjamin, quant à lui, n'avait pas l'intention de se lancer dans une carrière musicale mais se destinait à jouer au football à l'Université de San Diego. Ils décident finalement de rejoindre un groupe de rap local mais, en raison de leur éducation très stricte, sont obligés de le quitter. Les deux garçons décident alors de fonder leur propre groupe et utilisent la popularité de Benjamin et les talents musicaux de Thomas pour promouvoir leur travail. Avec leurs économies, ils achètent du matériel d'enregistrement. Ne voulant pas acheter des beats, Dominic apprend à les fabriquer avec le logiciel Fruity Loops.
Sous les pseudonymes de Ben J et Legacy, ils se produisent pour la première fois le 4 juillet 2008 sous le nom des Swagger Boyz avant d'adopter celui des New Boyz et entreprennent une tournée appelée P.A.C.E, organisée par une école de Los Angeles dans le cadre d'un programme de soutien scolaire. Ils créent également une page sur Myspace afin de promouvoir leur premier titre auto-produit, Colorz. En février 2009, ils signent un contrat au label Shotty Records/Asylum Records/Warner Music Group. Leur premier single, You're a Jerk, est publié le 2 avril 2009, et connaît le succès, se classant 4e au Hot Rap Tracks et 24e au Billboard Hot 100. Le second single, Tie Me Down, avec un featuring de Ray J, connaît également le succès, se classant 5e au Hot Rap Tracks, et 22e au Billboard Hot 100.
Leur premier album studio, Skinny Jeanz and a Mic, publié le 1er septembre 2009 au label Shotty/Asylum Records, se classe 8e au Top Rap Albums et 56e au Billboard 200. En 2010, le duo fait une apparition sur Dancin' Around the Truth, le premier single des Stunners, un groupe féminin de pop. En 2011, un clip de Better with the Lights Off est réalisé par Colin Tilley et fait référence aux sœurs Kim Kardashian et Khloé Kardashian. Le groupe publie son deuxième album, Too Cool to Care, le 28 mai 2011, inspiré par Flo Rida et Far East Movement. Il atteint la 41e place du Billboard 200.

## Discographie

### Albums studio
- 2009 : Skinny Jeans and a Mic
- 2011 : Too Cool to Care

### Singles
- 2009 : You're a Jerk
- 2009 : Tie Me Down (featuring Ray J)
- 2010 : Break My Bank (featuring Iyaz)
- 2010 : Backseat (featuring Dev & The Cataracs)
- 2010 : Better With the Lights Off (featuring Chris Brown)

## Singles en collaboration
- 2010 : Dancin' Around the Truth (The Stunners featuring New Boyz)

## Distinctions
- BET Awards 2010 : Meilleur groupe (nommé)[10]